# Budynek Banku Wzajemnego Kredytu Przemysłowców Łódzkich
Budynek Banku Wzajemnego Kredytu Przemysłowców Łódzkich – zabytkowy budynek wybudowany w latach 1910–1911, znajdujący się w Łodzi przy ul. Roosevelta 15, wpisany do wojewódzkiej ewidencji zabytków pod numerem A/268.

## Architektura
Budynek położony jest w pierzei ulicy; utrzymany jest w nurcie neoklasycznym. Bryła budynku jest zwarta, detal oszczędny, co zbliża architekturę budynku do rozwiązań modernistycznych. Wniosek ten wzmacnia fakt, że stropy budynku, jak i schody są żelbetowe. Dach wielospadowy (choć podaje się także, że dachy są „płaskie”). Fasada budowli oblicowana jest kamieniem; zdobi ją fryz kordonowy ozdobiony motywem meandra.
Centralną przestrzeń nieruchomości zajmuje przeszklona sala operacyjna operująca motywami klasycznymi. W obiekcie znajdują się zabytkowe elementy wyposażenia: żyrandole, szafy, witraże, stolarka, stiuki i dwa sejfy.
Autorem projektu architektonicznego (w tym wystroju wnętrza) jest berliński architekt Wilhelm Martens, będący twórcą wielu projektów gmachów bankowych, m.in. w Berlinie, Essen czy Monachium.
W literaturze uznaje się ten budynek za „jedno z najlepszych dzieł tego czasu w architekturze Łodzi”.

## Kalendarium
- 1910 – rozpoczęcie budowy przez firmę Wende i Klause[1]
- 1911 – zakończenie budowy[1]
- 1927 – rozpoczęcie wykorzystywania budynku przez Bank Wzajemnego Kredytu Przemysłowców Łódzkich[1]
- tuż przed wybuchem II wojny światowej w 1939[a] – przebudowa obejmująca m.in. nadbudowanie klatki schodowej w narożu północno-zachodnim i podwyższenie kondygnacji[1]
- 1947 – budynek stał się własnością Skarbu Państwa[1]
- 1980 – budynek został wpisany do rejestru zabytków[2]
- 2013 – zaprzestano użytkowania budynku[1]

## Plany
Planowane jest przeprowadzenie gruntownego remontu budynku; ma on zyskać nowe funkcje jako siedziba m.in. Sejmiku Województwa Łódzkiego i departamentów Urzędu Marszałkowskiego Województwa Łódzkiego. W budynku ma zostać przywrócony „pierwotny, historyczny układ pomieszczeń”.